# WEAR I AM
『WEAR I AM』（ウェア・アイ・アム）は、2012年10月3日に発売されたMEGの9枚目のアルバムである。

## 概要
- 前作『LA JAPONAISE』より約半年ぶりとなるアルバム。キングレコード内レーベルスターチャイルド移籍後初のフルアルバムとなる。
- 「初回限定盤」と「通常盤」との2形態での発売。「初回限定盤」は2012年6月23日に行われたライブ「MEG 10TH ANNIVERSARY PARTY "Arrivée"」の映像、メイキング映像とPVを収録したDVDが付属するほか、ファッションブランドELEY KISHIMOTOとのコラボレーションBOX仕様となる。

## 収録曲

### CD
1. TRAP
（作詞：MEG／作曲：岡村靖幸／編曲：大沢伸一）
  - 16thシングル。
2. 夏が終わる
（作詞・作曲・編曲：小西康陽）
3. HIGHTEEEN
（作詞：MEG／作曲・編曲：横山裕章）
4. セブンティーン・ランデヴー
（作詞：MEG／作曲・編曲：NARASAKI）
  - 16thシングルc/w。
5. MISS MARTINI
（作詞：MEG／作曲・編曲：横山裕章）
6. LOVE EMOTION
（作詞・作曲・編曲：古川裕）
7. ZZZ
（作詞：MEG・古川本舗／作曲・編曲：古川本舗）
8. SOUTHPAW
（作詞：MEG・前山田健一／作曲：前山田健一／編曲：☆Taku Takahashi (m-flo/block.fm)・Mitsunori Ikeda (Takahashi Inc.))
9. REPLICA
（作詞：MEG／作曲・編曲：中田ヤスタカ (capsule)）
10. WEAR I AM
（作詞・作曲・編曲：三浦康嗣 (□□□)）

### DVD
1. TRAP (Live Clip "Arrivée" 2012.6.23)
2. セブンティーン・ランデヴー (Live Clip "Arrivée" 2012.6.23)
3. TOUGH BOY (Live Clip "Arrivée" 2012.6.23)
  - the telephonesが特別出演している。
4. MAKING MOVIE
5. TRAP MUSIC CLIP
  - ディレクターはMIKO LIM。